# Quiriat-Arbà
Quiriat-Arbà (en hebreu: קריית ארבע) és un assentament israelià urbà als afores d'Hebron, en la regió de les muntanyes de Judea, a Cisjordània. Va ser fundat en l'any 1968. En el 2012, Quiriat-Arbà tenia 7.593 habitants. La comunitat internacional considera que els assentaments israelians són il·legals segons el dret internacional, però el govern israelià ho nega.

## Origen del nom
Quiriat-Arbà significa ciutat d'Arbà o ciutat dels quatre. El nom apareix sovint en el Tanakh com a sinònim d'Hebron.